# أندرو ويلسون (سياسي)
أندرو ويلسون (بالإنجليزية: Andrew Wilson)‏ هو مصرفي وسياسي بريطاني، ولد في 1970 في المملكة المتحدة. حزبياً، نشط في الحزب القومي الاسكتلندي. في الانتخابات النيابية العمومية الاسكتلندية 1999 ‏، انتخب عضو البرلمان الاسكتلندي الأول ‏ عن دائرة Central Scotland (Scottish Parliament electoral region) ‏ وقد انضم خلال فترته النيابية ‏ (6 مايو 1999 – 31 مارس 2003)  للكتلة البرلمانية الحزب القومي الاسكتلندي.